# Distretto di San José del Alto
Il distretto di San José del Alto è uno dei dodici distretti  della provincia di Jaén, in Perù. Si trova nella regione di Cajamarca e si estende su una superficie di 634,11 chilometri quadrati.

Istituito il 28 dicembre 1943, ha per capitale la città di San José del Alto; al censimento 2005 contava 6.608 abitanti.